# Zvonik v Šjanu
Zvonik mesta Šjan (poenostavljeno kitajsko: 西安钟楼; tradicionalno kitajsko: 西安鐘樓; pinjin: Xī'ān Zhōnglóu), zgrajen leta 1384 v času zgodnje dinastije Ming, je simbol mesta Šjan in eden najveličastnejših te vrste na Kitajskem. V zvoniku je tudi več velikih bronastih zvonov iz dinastije Tang. Osnova stolpa je kvadratna in pokriva površino 1377 m2. Stolp je opečnato-lesena konstrukcija, visoka skoraj 40 m. Stoji v središču mesta Šjan, na križišču štirih ulic vzhodne, zahodne, južne in severne. Je največji in najbolj ohranjen med številnimi zvoniki, ki so ostali iz kitajske zgodovine.

## Zgodovina
Zvonik v Šjanu je bil zgrajen v 17. letu dinastije Hongvu v dinastiji Ming (1384). Prvotno je stal pri templju Jingšjang (迎祥观) na ulici Guangdži, severno od ulice West, nasproti bobnarskega stolpa, približno en kilometer stran od njegove sedanje lokacije. Takrat je bil ta kraj neposredno nasproti severnih in južnih mestnih vrat in je bil središče mesta. Z širjenjem mesta Čangan v zgodnji dinastiji Ming se je mestno središče postopoma premaknilo proti vzhodu. Po dveh stoletjih so bila mestna vrata obnovljena in nastale so nove štiri ulice: vzhodna, južna, zahodna in severna. Zvonik templja Jingšjang se je zdel odmaknjen od središča mesta.
Leta 1582 so pod pokroviteljstvom nadzornega uradnika province Šaanši Gong Jušjana okrožni sodniki Šjanninga in Čangana prejeli ukaz, naj ju preselijo na sedanjo lokacijo. Poleg obnove podstavka je bila konstrukcija notranje strukture v celoti originalna, zato stroški niso visoki in projekt je hiter. Toda celotna selitev tako ogromne stavbe pred več kot 600 leti je redka v zgodovini svetovne arhitekture. Gong Jušjanovo delo 《钟楼东迁歌》 je zabeležilo podrobnosti projekta selitve.
V letih 1699, 1740 in 1840 je bil zvonik v Šjanu v velikem obsegu popravljen. Med njimi je leta 1740 guverner Džang Vei obnovil po originalni strukturi in ugotovil, da je bila hiša, prekrita z zvonom Džingjun, tako nepredušna, da zvonjenje »ni oddajalo zvoka« in je bil zvok zunaj tih. Zato so zvon dinastije Tang Džing Jun, ki je bil prvotno obešen v sobi, odstranili z zunanjega prostora, da bi zvok tistega časa segel daleč in napisal je 《重修西安钟楼记》.
10. oktobra 1939 so japonska letala bombardirala zvonik in ga resno poškodovala. Po bombardiranju ga je inženirski urad gradbenega odbora občine Šidžing popravil.
Po ustanovitvi Ljudske republike Kitajske je bil zvonik v Šjanu petkrat prenovljen. Avgusta 1956 je bil uvrščen na seznam ljudskih relikvij province Šaanši kot prva skupina enot za zaščito ključnih kulturnih relikvij v provinci Šaanši. Uradno je bil odprt za javnost leta 1984. Novembra 1996 je bil vključen v nacionalno enoto za zaščito ključnih kulturnih relikvij.

## Funkcija
Podobno kot drugi kitajski urni stolpi so tudi zvonik v Šjanu v antiki uporabljali predvsem za poročanje o času in objavljanje novic. Sčasoma so njegove tradicionalne funkcije postopoma opuščali in zdaj je odprt za družbo kot enota za zaščito kulturnih relikvij na nacionalni ravni za turizem in oglede. Obiskovalci lahko kupijo vstopnice za ogled stavbe.
V zgodovini so ga uporabljali tudi za številne druge namene. Med revolucijo leta 1911 so se uporniki srdito borili proti vojski Čing, ki je bila nameščena tukaj. Med vojno za zaščito naroda je šaanšijski vojskovodja Čen Šupan tukaj začel upore proti Juan Šikaiju. Leta 1927 je Šilin, ki se je vrnil s študija v Združenih državah, tukaj odprl zvočni kino. To je prvi kino v zgodovini Šjana. Med protijaponsko vojno je zvonik zaradi svojega visokega terena postal alarmna postaja za opozarjanje na japonske zračne napade. Kuomintang je njegova vrata uporabljal tudi za zapiranje kriminalcev. V obdobju po ustanovitvi Ljudske republike Kitajske je postal prizorišče parad, revij in praznovanj ob prazniku dela in prazniku državnosti.

## Arhitekturne značilnosti

### Oblika
Spodnji del zvonika je kvadratni podstavek z zidano konstrukcijo. Površina je iz modre opeke, podstavek pa je dvonadstropna lesena konstrukcija. Višina od tal do vrha stavbe je 36 metrov, od tega je podstavek visok 8,6 metra. Vsaka stranica je dolga 35,5 metra in ima gradbeno površino približno 1377,4 kvadratnih metrov. V notranjosti so stopnice, po katerih se lahko povzpnete navzgor. Celoten slog je značilen za arhitekturni slog dinastije Ming. Vrh je štiristranska struktura s spiralo, ki jo podpira prečka. Zgornji del je zlati vrh iz prave zlate platine, ovit v notranje srce lesa. Temno zelene strešne površine so prekrite s temno zelenimi glaziranimi ploščicami, notranjost pa je okrašena z zlatimi poslikavami. Na sredini podstavka so luknje, ki se sekajo s križiščem približno 6 metrov. V preteklosti so bili prehodi za križišče štirih ulic na jugovzhodu in severozahodu, skozi jamo pa so se premikala peš vozila. Zaradi razvoja mestne gradnje se odprtina ni mogla prilagoditi potrebam prometnega toka, zato je bila zaprta. Okoli urnega stolpa je cestna vrtljiva ploščad, za pešce pa je krožni prehod pod zemljo.

### Relief
Rezbarije vrat in oken zvonika v Šjanu so izvrstne in kompleksne ter prikazujejo dekorativno umetnost, ki je prevladovala v dinastijah Ming in Čing. Na vsakem vratnem krilu je 8 reliefov.

## Kulturne relikvije

### Veliki zvon
Prvotni velikanski zvon zvonika v Šjanu je bil zvon DžingJun, ulit v letu Džingjun v dinastiji Tang. Prvotno ga je uporabljal tempelj Džinglong v mestu Čangan (danes na ulici Šjan West Street). V zgodnji dinastiji Ming so ga preselili v zvonik Šjan. Leta 1953 so zvon DžingJun preselili v muzej Šjan Beilin in je zdaj na ogled v Dongtingu.
Mestni urad za kulturne relikvije Šjan je kopiral Džingjun Džong. 30. januarja 1997 so ga obesili na severozahodni vogal podnožja zvonika in je zdaj odprt za turiste. Imitacija zvona DžingJun je podobna originalnemu zvonu. Višina je 2,45 metra, teža 6,5 tone, zunanji premer obrobe zvona pa 1,65 metra. Okras in napis spominjata na originalni zvon, zvok pa je svetel in veličasten.

### Napis
Zahodna stena dvorane v prvem nadstropju zvonika v Šjanu je vklesana s tremi napisi. Prvi je napis po tem, ko je ljudska vlada mesta Šjan leta 1953 obnovila stolp z uro. Drugi je napis guvernerja Šaanšija, Džang Jišuja, po petletni večji prenovi, ki jo je izvedel cesar Čjanlong. Napis je bil 重修西安钟楼记; tretji je spomenik 钟楼东迁歌, ki ga je napisal nadzorni uradnik province Šaanši, Gong Jušjan.

### Distih
V drugem nadstropju zvonika je na vsaki strani podboja vrat distih, vsi pa so bili dodani pred kratkim.

## Legende
Obstaja več legend o zvoniku, ena od njih pravi:
V času dinastije Ming je območje Guandžonga prizadelo več potresov, na tisoče ljudi je bilo mrtvih in ranjenih. Nato se je pojavila legenda: Skozi središče mesta Šjan je tekla velika reka. Zmaj v reki je bil vedno aktiven in je povzročal težave, zato je prišlo do potresa. Uradnik vlade Šjana je tem besedam verjel, zato je kovačem po vsem mestu naročil, naj naredijo več tisoč metrov dolgo železno verigo, da bi zmaja ujeli in ga potopili v reko. Nato je 5000 obrtnikom naročil, naj podnevi in ponoči popravijo zvonik, da bi z njim zadržali zmaja. Verjel je, da bo to zmaja trdno zatrlo pod reko in da ne bo več aktiven in povzročal težav. Po postavitvi zvonika v Šjanu ni bilo nikoli več potresov.— 
Po drugi legendi:
Prednik dinastije Ming, Džu Juandžang, se je rodil v revni družini in njegova starša sta zgodaj umrla. Kot zelo majhen je bil odvisen od paše ovc za druge. Ko je odrasel, je zapustil dom in postal menih. Ko je postal cesar, se je bal, da se bo pravi cesar (zmajski sin nebes - pomeni kralj, poslan iz nebes, zmaj je simbol cesarja) nekje v državi boril z njim za prestol. Nato je ukazal zgraditi zvonike, da bi zatrl moč zmajev. Šjan je bil v antičnih časih cesarsko mesto in kraj cesarjevega prestola, moč zmajev pa je bila seveda zelo močna. Džu Juandžang se je bal, zato je bil zvonik v Šjanu zgrajen ne le hitro, ampak tudi zelo visok.